# Grau-Pappel
Die Grau-Pappel (Populus × canescens) ist ein Laubbaum aus der Gattung der Pappeln. Sie ist eine natürliche Hybride aus Silber-Pappel (Populus alba) und Zitter-Pappel (Populus tremula).

## Beschreibung

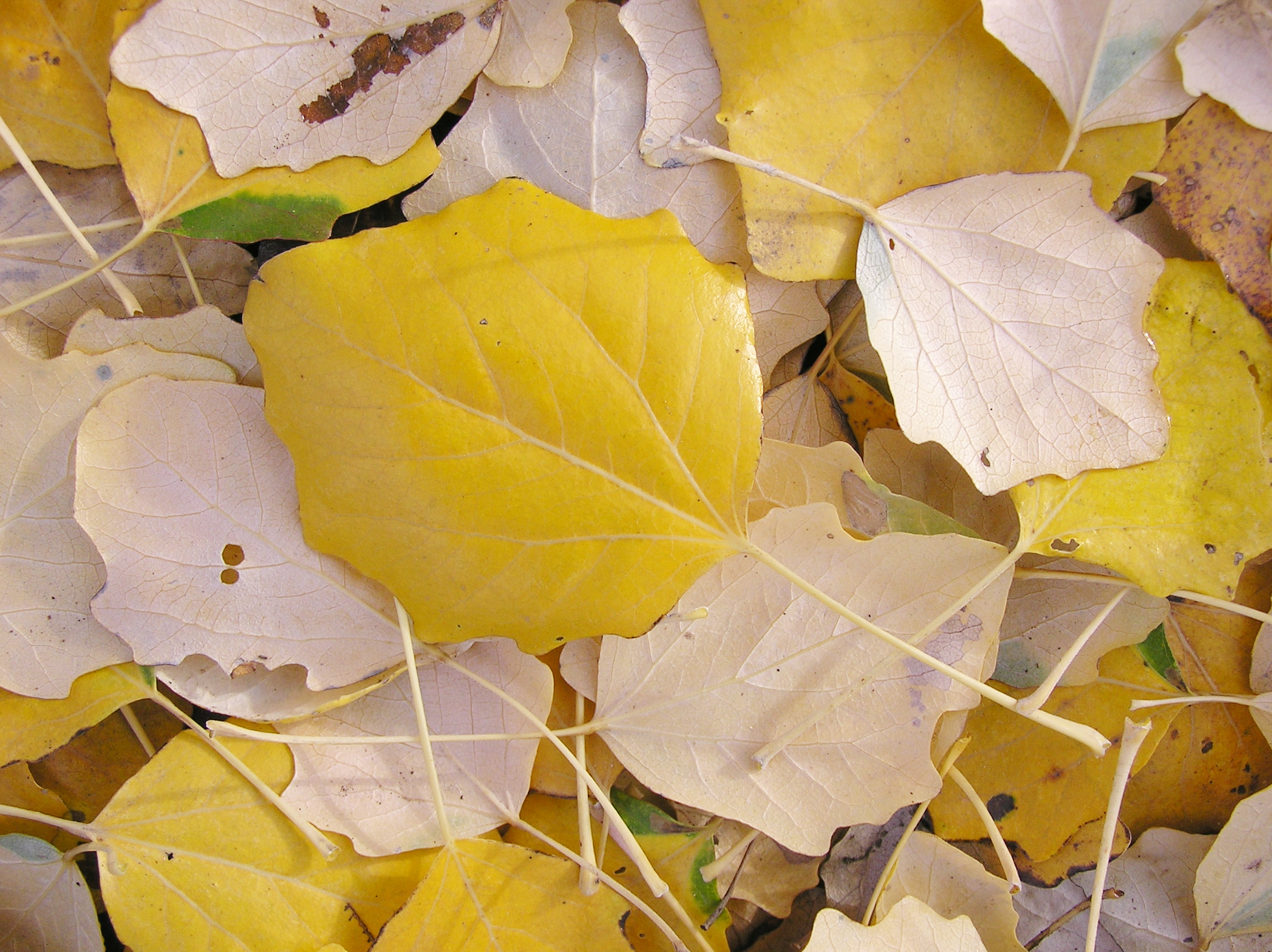
Herbstlaub der Grau-Pappel

Die Grau-Pappel ist ein sommergrüner Laubbaum, der Wuchshöhen von bis zu 35 Metern und Stammdurchmesser über 1,5 m erreichen kann. Sie ist besonders durch ihre erst weißlich glatte bis später borkig schwarze Rinde mit tiefen Furchen bekannt. Die Rinde der Zweige ist gelblich bis hellgrau. Die Laubblätter sind rundlich bis dreieckig oder seicht fünflappig und etwa 7 × 7 cm groß. Sie sind beim frischen Austrieb dicht silbrig behaart. Später sind die Blätter oberseits dunkel glänzend graugrün, auf der Unterseite jedoch bleibend dicht behaart und dadurch grauweiß. Der Blattstiel ist etwa 5 cm lang, flach und behaart.
Die Grau-Pappel ist wie fast alle Arten der Gattung zweihäusig getrenntgeschlechtig (diözisch). Die Blütezeit ist im April. Die männlichen Kätzchen sind grau bis rötlich und während des Stäubens für einige Tage gelb. Die weiblichen Blütenstände sind grünliche Kätzchen, jedoch seltener zu sehen, da die Mehrzahl der Bäume männlich ist. Aus den weiblichen Kätzchen entwickeln sich weißwollige Samen.
Die Chromosomenzahl beträgt 2n = 38 oder 57.

## Verbreitung und Standort
Die Heimat der Grau-Pappel erstreckt sich über fast ganz Europa ohne die Iberische Halbinsel und Skandinavien und reicht südöstlich über die Türkei bis in den Kaukasus. Möglicherweise sind auch Vorkommen weiter östlich bis nach Xinjiang in China als ursprünglich anzusehen.
Auf der Iberischen Halbinsel, in Skandinavien, aber auch weltweit in anderen gemäßigten Zonen wie in den USA wurde der Baum eingeführt.
Die Grau-Pappel bevorzugt sandig-lehmigen bis lehmigen Boden und sonnige bis halbschattige Standorte. An Flusstälern, insbesondere auf Kiesbänken der Flüsse und in Auen, ist sie lokal häufiger zu finden. Auch Moorböden werden von ihr besiedelt. Der bevorzugte pH-Wert ist schwach sauer bis schwach alkalisch; die Wurzel ist flach und extrem weit.

## Ähnliche Arten
Bei der ansonsten recht ähnlichen Silber-Pappel (Populus alba) sind die Blattunterseiten glänzendweiß.

## Nutzung
Die Grau-Pappel zeichnet sich durch eine ausgeprägte Windfestigkeit aus. Da sie sich darüber hinaus durch Wurzelbrut vermehrt, findet sie als Erosionsschutz- und Windschutzgehölz Verwendung. In Küstengebieten wird sie gerne zur Dünenbefestigung eingesetzt. Der Landschafts- und Gartenbau schätzt die Grau-Pappel als Alleebaum und beliebtes Grün in Parkanlagen. Wegen der früh einsetzenden Astbruchgefahr werden sie allerdings in Parkanlagen und Erholungswäldern  nicht gern direkt an Wegen gepflanzt.